# 木雅經堂
木雅經堂位於四川省甘孜州康定縣，文物遺址年代判定為明至清。2012年7月16日公佈為第八批四川省文物保護單位。
木雅經堂包括四川省甘孜藏族自治州康定縣具有典型代表性的經堂、民宅，主要有以下四個：
俄巴絨一村經堂：位於康定縣沙德鄉俄巴絨一村。木石結構，南北長5米，東西寬4米，高約9米。該經堂里有佛龕一座，供奉多尊佛像。經堂內四培以及天花板上均有彩繪壁畫，壁畫色彩鮮豔，線條流暢。
阿加上南經堂：位於康定縣甲根壩鄉阿加上。木石結構建築，見方11.7米，高約14米，經堂內為穿鬥式架粱。該經堂內的四面牆壁上、中柱以及天花板上均有彩繪壁畫，整體保存情況較好，並且該經堂的壁畫採用了獨特的繪畫手法，與康定其它地區的平塗畫法明顯不同。
六巴經堂：位於康定縣貢嘎山鄉六巴村。該經堂所在的房屋為木石結構三層建築，房屋南北長14米，東西寬10.5米，高為14米。經堂位於房、屋第二層，經堂內牆壁、中柱上均有彩繪壁畫。該經堂內的壁畫顏色鮮豔，線條流暢，是目前康定縣已發現的保存最為完整的壁畫。
瓦約民居：位於康定縣沙德鄉瓦約村。民居為木石結構四層建築，東西長21米，南北寬13.1米，高約為14米，南牆上有15面開窗。
木雅經堂處於木雅文化的核心地帶，三座經堂內壁畫精美，體現了明代和清代不同的繪畫手法，且保存完好，為研究木雅地區藏傳佛教文化提供了重要的實物資料；瓦約民居建築獨具特色，是研究木雅地區建築及民俗文化的實物佐證，具有很高的歷史價值和藝術價值。